# 22. Golden Globe-gála
A 22. Golden Globe-gálára 1965. február 8-án került sor, az 1964-ben mozikba, vagy képernyőkre került amerikai filmeket, illetve televíziós sorozatokat díjazó rendezvényt a kaliforniai Beverly Hillsben, a Beverly Hilton Hotelben tartották meg.
A 22. Golden Globe-gálán James Stewart vehette át a Cecil B. DeMille-életműdíjat.

## Filmes díjak
A nyertesek félkövérrel jelölve.
| Legjobb filmes díjak | Legjobb filmes díjak |
| Legjobb filmdráma | Legjobb vígjáték vagy zenés film |
| --- | --- |
| - Becket - The Chalk Garden - Dear Heart - Az iguána éjszakája - Zorba, a görög | - My Fair Lady - Lúd atya - Mary Poppins - Az elsüllyeszthetetlen Molly Brown - Henry Orient világa |
| Legjobb filmes alakítások (filmdráma) | |
| Színész | Színésznő |
| - Peter O’Toole – Becket - Richard Burton – Becket - Anthony Franciosa – Rio Conchos - Fredric March – Hét májusi nap - Anthony Quinn – Zorba, a görög                                                        | - Anne Bancroft – Tökmagevő - Ava Gardner – Az iguána éjszakája - Rita Hayworth – A cirkusz világa - Geraldine Page – Dear Heart - Jean Seberg – Lilith                                                            |
| Legjobb filmes alakítások (vígjáték vagy zenés film) | |
| Színész | Színésznő |
| - Rex Harrison – My Fair Lady - Marcello Mastroianni – Házassság olasz módra - Peter Sellers – A rózsaszín párduc - Peter Ustinov – A Topkapi kincse - Dick Van Dyke – Mary Poppins                           | - Julie Andrews – Mary Poppins - Audrey Hepburn – My Fair Lady - Sophia Loren – Házasság olasz módra - Melina Mercouri – A Topkapi kincse - Debbie Reynolds – Az elsüllyeszthetetlen Molly Brown                   |
| Legjobb mellékszereplők (filmdráma, vígjáték vagy zenés film) | |
| Színész | Színésznő |
| - Edmond O'Brien – Hét nap májusig - Cyril Delevanti – Az iguána éjszakája - Stanley Holloway – My Fair Lady - Gilbert Roland – Cheyenne ősz - Lee Tracy – A legjobb ember                                    | - Agnes Moorehead – Csend, csend, édes Charlotte - Elizabeth Ashley – Kalandorok - Grayson Hall – Az iguána éjszakája - Lila Kedrova – Zorba, a görög - Ann Sothern – A legjobb ember                              |
| Egyéb | |
| Legjobb rendező | |
| - George Cukor – My Fair Lady - Mihálisz Kakojánisz – Zorba, a görög - John Frankenheimer – Hét nap májusban - Peter Glenville – Becket - John Huston – Az iguána éjszakája                                   | |
| Legjobb eredeti filmzene | Legjobb eredeti filmbetétdal |
| - Dimitri Tiomkin – A Római Birodalom bukása - Laurence Rosenthal – Becket - Richard M. Sherman, Robert B. Sherman – Mary Poppins - Jerry Goldsmith – Hét nap májusban - Míkisz Theodorákisz – Zorba, a görög | - „Circus World” – A cirkusz világa - „Dear Heart” – Dear Heart - „From Russia with Love” – Oroszországból szeretettel - „Sunday in New York” – Vasárnap New Yorkban - „Where Love Has Gone” – Where Love Has Gone |
| Legjobb idegen nyelvű film (eredeti nyelvű) | Legjobb idegen nyelvű film (angol nyelvű) |
| - Házasság olasz módra – Olaszország | - Girl with Green Eyes |

## Televíziós díjak
A nyertesek félkövérrel jelölve.
| Legjobb televíziós sorozat | Legjobb televíziós sorozat |
| --- | --- |
| - The Rogues - 12 O'Clock High - The Munsters - The Red Skelton Show - Wendy and Me                                                                                     | |
| Legjobb alakítás televíziós sorozatban | |
| Színész | Színésznő |
| - Gene Barry – Burke's Law - Richard Crenna – Slattery's People - James Franciscus – Mr. Novak - David Janssen – The Fugitive - Robert Vaughn – The Man from U.N.C.L.E. | - Mary Tyler Moore – The Dick Van Dyke Show - Dorothy Malone – Peyton Place - Yvette Mimieux – Dr. Kildare - Elizabeth Montgomery – Bewitched - Julie Newmar – My Living Doll |

## Különdíjak

### Cecil B. DeMille-életműdíj
A Cecil B. DeMille-életműdíjat James Stewart vehette át.

## Fordítás
Ez a szócikk részben vagy egészben  a(z)   22nd Golden Globe Awards című angol Wikipédia-szócikk fordításán alapul.  Az eredeti cikk szerkesztőit annak laptörténete sorolja fel. Ez a jelzés csupán a megfogalmazás eredetét és a szerzői jogokat jelzi, nem szolgál a cikkben szereplő információk forrásmegjelöléseként.